# José Ignacio Cornejo
Pas d'image ? Cliquez ici
José Ignacio Cornejo, né le 5 juillet 1994 à Iquique est un pilote chilien de rallye-raid et de moto-cross. 
En tête du classement général lors du Rallye Dakar 2021, il doit abandonner lors de la 10éme étape à la suite d'une chute.

## Palmarès

### Résultats au Rallye Dakar
| Année | Catégorie | Marque | Position        | Victoires d'étapes |
| ----- | --------- | ------ | --------------- | ------------------ |
| 2016  | Moto      | Suzuki | Abd. (5e étape) | -                  |
| 2017  | Moto      | KTM    | 28e             | -                  |
| 2018  | Moto      | Honda  | 10e             | -                  |
| 2019  | Moto      | Honda  | 8e              | -                  |
| 2020  | Moto      | Honda  | 4e              | 2                  |
| 2021  | Moto      | Honda  | Abd.            | 1                  |
| 2022  | Moto      | Honda  | 6e              | 2                  |
| 2023  | Moto      | Honda  | 8e              | 1                  |
| 2024  | Moto      | Honda  | 6e              | 3                  |
| 2025  | Moto      | Honda  | 7e              | -                  |